# Territorio indígena originario campesino de Raqaypampa
Raqaypampa es una Autonomía Indígena Originario Campesina ubicada en la provincia de Mizque al sudeste del departamento de Cochabamba en Bolivia. Se encuentra situada entre el río Caine al norte del departamento de Potosí y los valles de Mizque y Aiquile. Tiene una superficie de 555 km² que corresponde al 32% del territorio de la provincia Mizque.

## Historia
La población de Raqaypampa desciende étnicamente del señorío aymara de Chuwis, quienes junto a los Chayantas, Sakakas, Moro Moros, Qhara Qharas y Chichas formaban el reino Charka del Kollasuyu. 
Durante la colonia, la población se desplaza a zonas altas para evitar asentamientos colonos y las mit'as y exigencias tributarias que los acompañaban, además de la malaria. Con el desarrollo de haciendas, la población se dedica al trabajo de la tierra, la prestación de servicios domésticos, de transporte y otros como el hilado de lana o la fabricación de muk'u para la chicha.

En 1945, tras el Congreso Indígena llamado por el presidente Villarroel, se desata una huelga de trabajo en la hacienda de Laguna Grande. El propietario de la hacienda, junto con otros patrones y el prefecto de la provincia, ayudan a trasladar a un contingente de la policía rural que termina asesinando a Manuel Andia, uno de los líderes indígenas. 
A Manuel Andia, le cortaron su lengua, mientras el escapaba de Molinero. Entonces la gente que apoyaba a Andia se levantó y vinieron de todas las haciendas de la región, todos fueron como hormigas detrás de Andia, aún así con la lengua cortada, con señales pidió que no haya venganza. Entonces hubo un gran levantamiento y los patrones pidieron refuerzos de Cochabamba. Andia fue llevado amarrado a Molinero y ahí mientras la policía esperaba llevárselo a Cochabamba, los patrones prendieron fuego alrededor del cuarto donde estaba Andia, y cuando Andia estaba escapando del fuego, la policía lo mató a balazos. - Testimonio oral de Teodoro Sánchez. Laguna Grande. 1987, en 
En respuesta, los trabajadores de otras haciendas en la región declararon nuevas huelgas de trabajo que obligaron a la policía a replegarse. Además de la suspensión de actividades productivas, en algunos casos los comunarios delimitaron su territorio y nombraron autoridades propias, quienes otorgaron "títulos agrarios". Finalmente, entre mayo y julio de 1945, la policía volvió, aplacó estas manifestaciones y trasladó a los líderes a campos de concentración en Chimoré, donde muchos murieron. 
Con la Reforma Agraria de 1953, la población se organiza en sindicatos nombrados tras las haciendas existentes. Destaca el sindicato de Raqaypampa, que en 1985 se convierte en la subcentral Raqaypampa y lidera la formación de la Central Especial de las Alturas. Esta Central pretendía reunir a las otras subcentrales de la región, pero termina disolviéndose en 1989 por disputas internas. Esta iniciativa de integación es retomada en 1996 cuando, por razones de reestructuración territorial, se consolidan las cinco subcentrales que existen hasta hoy, y logran el 12 de agosto de 1997 constituir la Central Regional Sindical Única de Campesinos Indígenas de Raqaypampa. La Central reúne a las subcentrales de:
- Raqaypampa
- Laguna Grande
- Molinero
- Santiago
- Salvía

que representan en total a 43 sindicatos agrarios.. Ese mismo año, la Alcaldía de Mizque declara a Raqaypampa como Distrito Mayor Indígena. 
En 2016, a través de la Ley N.º 813 y un referendo autonómico, se constituye como Territorio Indígena Originario Campesino y aprueba sus estatutos. El 5 de julio de 2017, mediante resolución de Sala Plena 58/2017, el Tribunal Supremo Electoral aprueba la emisión de 11 credenciales correspondientes a las nuevas autoridades electas, quienes son posesionadas el 12 de agosto.

## Población
De acuerdo al censo de 2012, citado en el Plan de Gestión Territorial, existen 7344 habitantes en Raqaypampa. Su distribución por sindicato agrario es la siguiente:
| Subcentral    | Sindicato Agrario | Afiliados | Familias | Población total |
| ------------- | ----------------- | --------- | -------- | --------------- |
| Raqaypampa    | Raqaypampa        | 307       | 276      | 1202            |
| Raqaypampa    | Pukara            | 85        | 81       | 237             |
| Raqaypampa    | Botija            | 35        | 33       | 45              |
| Raqaypampa    | Ichhuqata         | 122       | 114      | 235             |
| Raqaypampa    | Rumi Corral       | 61        | 57       | 76              |
| Raqaypampa    | Rumi Muqu         | 102       | 97       | 187             |
| Raqaypampa    | Mulli Urdu        | 45        | 43       | 133             |
| Raqaypampa    | Mizque Pampa      | 126       | 104      | 229             |
| Raqaypampa    | Tetilla           | 49        | 49       | 135             |
| Raqaypampa    | Tipa Pampa        | 107       | 96       | 183             |
| Raqaypampa    | Batea Punku       | 24        | 23       | 45              |
| Raqaypampa    | Concha Loma       | 41        | 38       | 49              |
| Laguna Grande | Kalamarca Chica   | 72        | 60       | 228             |
| Laguna Grande | Kalamarca Grande  | 117       | 97       | 245             |
| Laguna Grande | Laguna Chica      | 108       | 87       | 360             |
| Laguna Grande | Laguna Grande     | 77        | 63       | 318             |
| Laguna Grande | Punku Pata        | 70        | 68       | 145             |
| Laguna Grande | Chaqu Mayu        | 62        | 56       | 87              |
| Laguna Grande | Jatun Urqu        | 47        | 46       | 164             |
| Laguna Grande | Rosas Mayu        | 63        | 60       | 158             |
| Laguna Grande | Yurabamba         | 37        | 34       | 75              |
| Laguna Grande | Sach’ayuq         | 46        | 44       | 204             |
| Laguna Grande | Yuraq Yaku        | 101       | 89       | 433             |
| Molinero      | Molinero          | 62        | 59       | 147             |
| Molinero      | Wanu K’asa        | 98        | 87       | 90              |
| Molinero      | Loma K’asa        | 36        | 35       | 113             |
| Molinero      | Ch’akatea         | 14        | 13       | 25              |
| Molinero      | Tunal             | 33        | 33       | 76              |
| Molinero      | Kantu Loma        | 29        | 28       | 128             |
| Molinero      | Ch’amaka          | 21        | 21       | 53              |
| Molinero      | Limpias           | 42        | 17       | 97              |
| Santiago      | Mulli Pukara      | 71        | 69       | 172             |
| Santiago      | Rosal K’asa       | 42        | 42       | 146             |
| Santiago      | Salto Pampa       | 59        | 59       | 143             |
| Santiago      | Pukara K’asa      | 68        | 65       | 145             |
| Santiago      | Santiago          | 73        | 69       | 261             |
| Salvia        | Salvia Centro     | 45        | 53       | 167             |
| Salvia        | Kalera Chica      | 38        | 37       | 92              |
| Salvia        | Duraznal          | 23        | 23       | 51              |
| Salvia        | K’aspi Cancha     | 55        | 54       | 114             |
| Salvia        | Salvia            | 89        | 81       | 151             |

Esta población representa al 31% de la reportada en el censo de 2001. Una gran parte de la migración temporal y definitiva tiene como destino el Chapare, donde más del 50% de las familias tienen al menos un pariente.

## Idioma
De acuerdo al censo de 2012, la lengua materna del 95.8 % de la población mayor a 3 años es quechua, mientras que sólo del 11.6 % sería el castellano. Según Jhonny Limbert Ledezma Rivera, el quechua es dominante. Está presente en su comunicación oral, cotidiana, familiar y organizativa. Mientras que el castellano es relegado a ocasiones formales y casi exclusivamente en su forma escrita. 

## Producción Cultural

#### Textiles
Destaca la singularidad de sus coloridos textiles, expresión que toma forma luego de la Reforma Agraria:
[E]n la época de la hacienda, no presentaba muchos adornos, era como la ropa delos demás pueblos andinos, tejidos de lanade oveja y costurados; en cambio ahorapresenta muchos adornos que han sidorealizados después de la Reforma Agraria,cuando los comunarios han tenido el acceso a las máquinas de coser

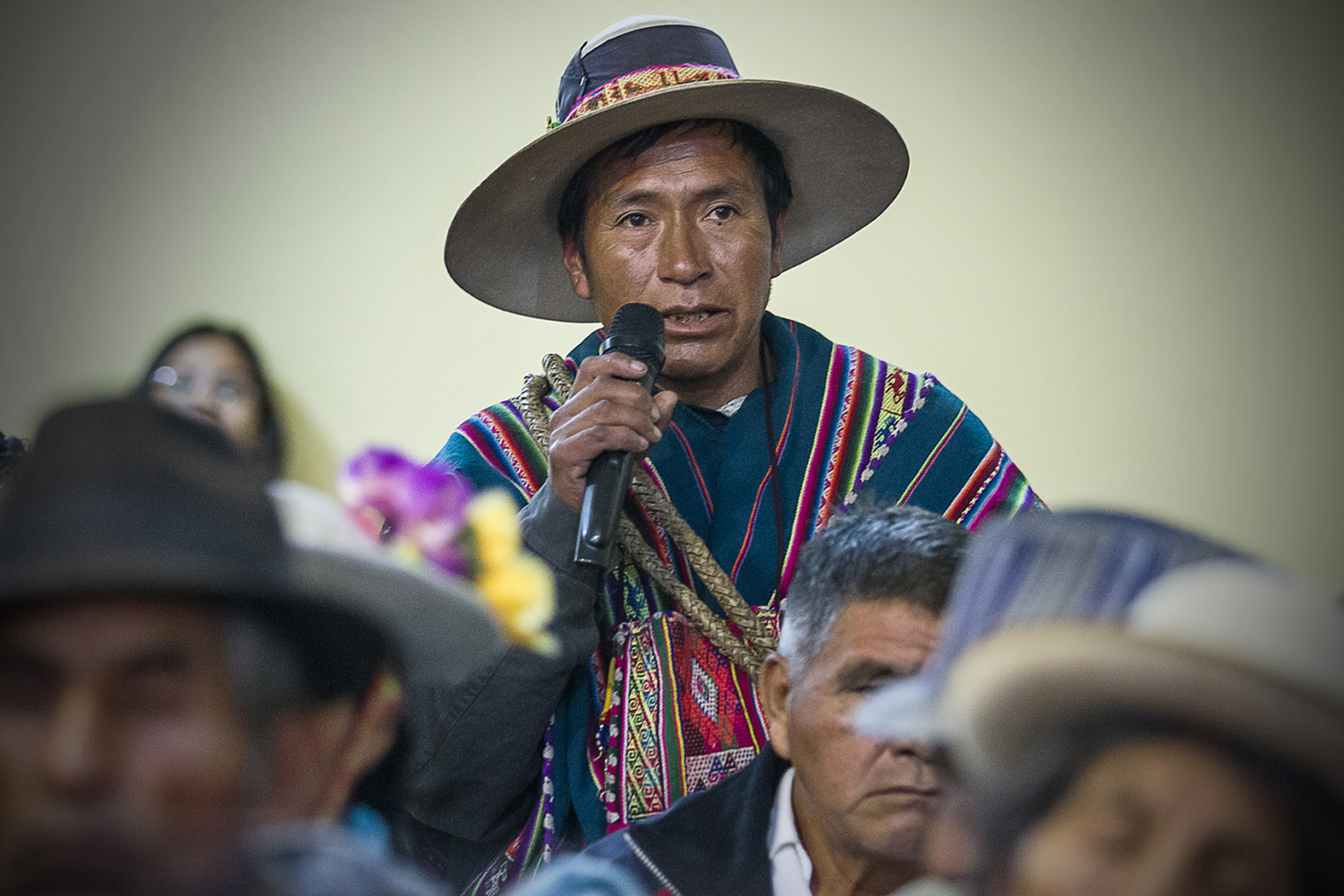
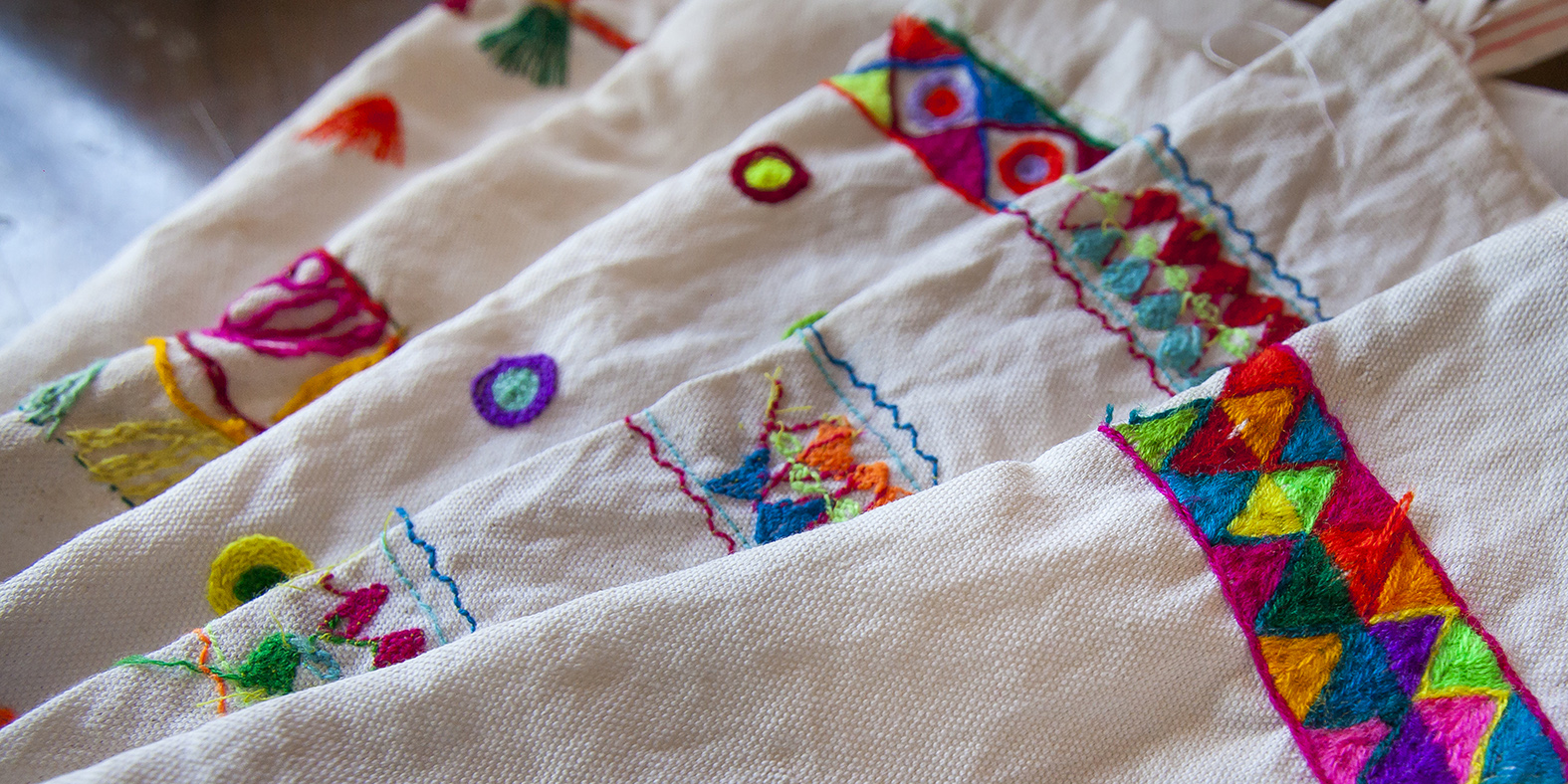
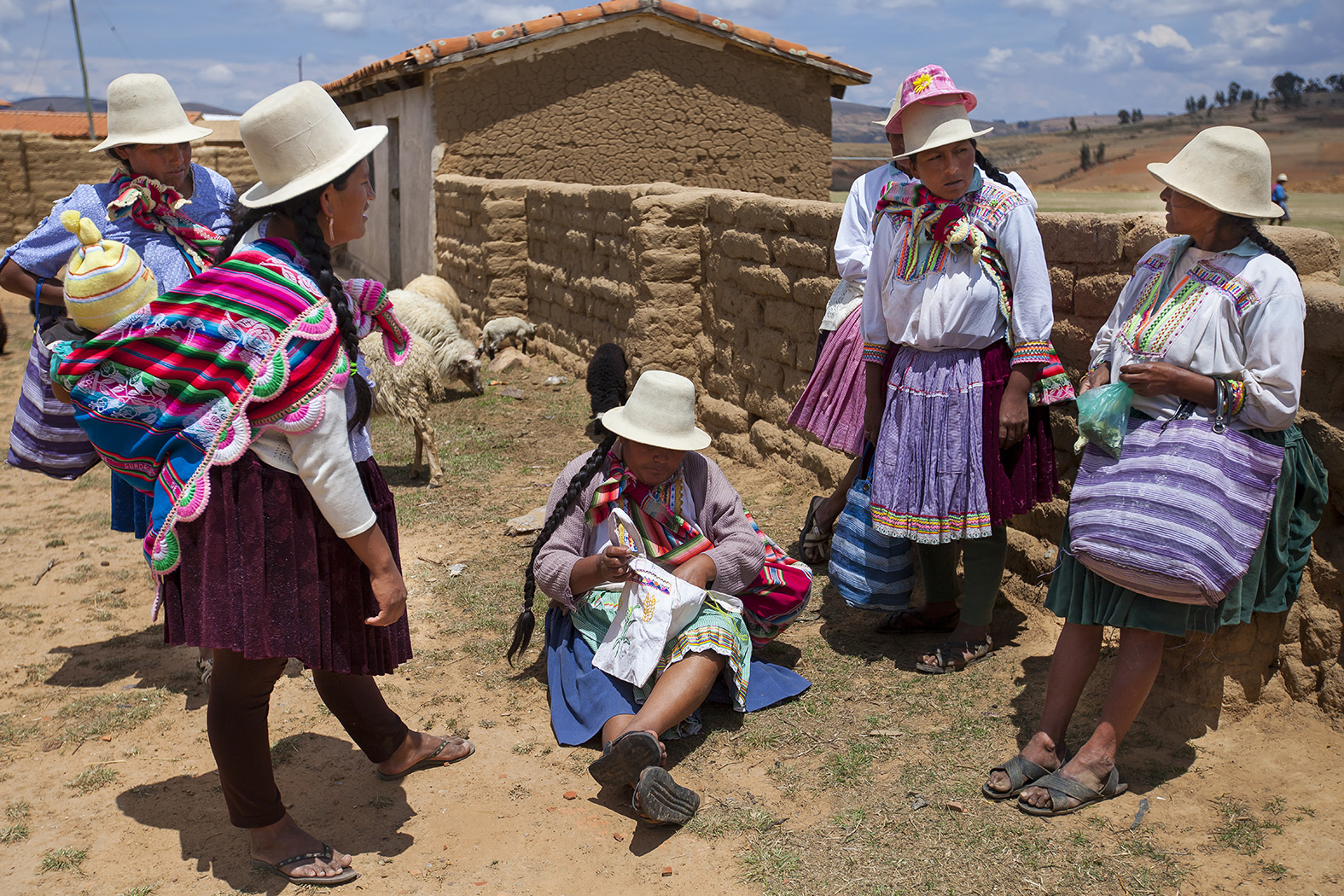

Algunas prendas son confeccionadas por varones y otras por mujeres. Cuando un varón logra confeccionar un traje completo se dice que está listo para casarse. Prendas características de mujeres incluyen blusas y polleras de bordados coloridos, chumpis tejidos en la cintura y abarcas. Los hombres visten camisa, chaleco y pantalón de bayeta de lana de oveja con bordados de colores, chumpis, sombreros blancos y borlas de lanas de colores.  